# 마징가 Z: 인피니티
《마징가 Z: 인피니티》(일본어: 劇場版 マジンガーZ ／ INFINITY)는 2018년에 개봉한 일본의 영화이다.

## 캐스팅

### 일본어
- 모리쿠보 쇼타로
- 카야노 아이
- 우에사카 스미레
- 세키 토시히코

### 한국어
- 김영선 : 강쇠돌 역
- 홍시호 : 장검철 역
- 이지현 : 리사 역
- 정미숙 : 윤애리 역
- 소연 : 김숙 역
- 김혜성 : 강철 역
- 권혁수 : 윤 수상 역
- 문관일 : 헬 박사 역
- 강구한 : 브로켄 백작 역
- 이창민 : 아수라 남작 (남) 역
- 김은연 : 아수라 남작 (여) 역
- 최낙윤 : 대장 역
- 서반석 : 얼간이 역
- 박성영 : 멀뚱이 역
- 곽윤상 : 사령관 역
- 이승행 : 고뭉치 역
- 정의한 : 민머리 역